# Shun

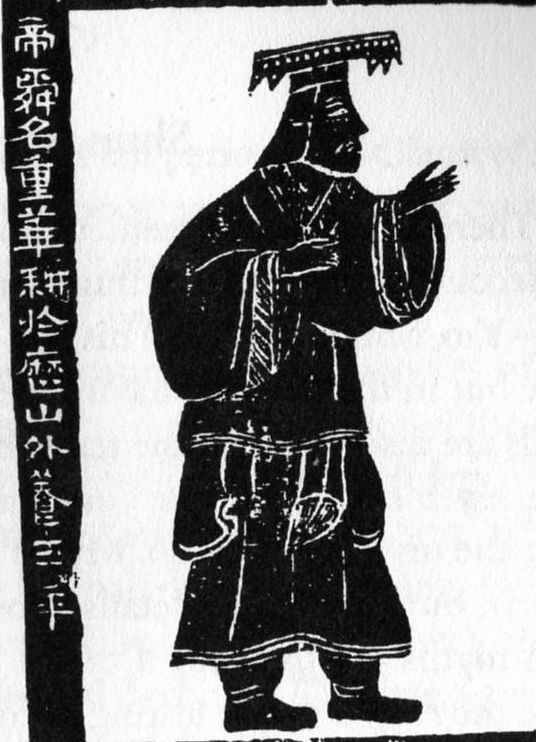
Afbeelding van keizer Shun

Shun was volgens de traditionele Chinese opvatting over de oudste Chinese geschiedenis samen met zijn voorganger Yao en opvolger Yu de Grote een van de Drie Volmaakte Koningen van het Oude China.
Shun werd de rechterhand van Yao, tijdens diens bewind waarin vele overstromingen en bovendien een 'wereldbrand' zich voordeden. Aangezien Yao's dwaze zoon Dan Zhu ongeschikt was, werd Shun Yao's regent en na diens dood zijn opvolger.

## Levensbeschrijving
Shuns moeder stierf toen hij nog een jongen was. Zijn vader hertrouwde en Shun beloofde van zijn stiefmoeder te houden als van zijn eigen moeder. Maar zijn stiefmoeder behandelde Shun als een stuk vuil, terwijl ze haar eigen zoon Xiang vertroetelde. Shun accepteerde de situatie en werd bij de goden geliefd om zijn geduld. Shun bleef zijn familie trouw en hielp zijn familieleden als zij hem nodig hadden. Yao verwierp ondertussen alle aangedragen kandidaten om hem te helpen bij zijn voortgaande strijd tegen vele overstromingen. 'Het hoeft geen heer te zijn, als hij maar voldoende deugdzaam is', zei Yao tegen de wijzen, toen hij om een verfrissend voorstel vroeg. Toen viel de naam van Shun.
Drie jaar lang bedacht Yao voor Shun de moeilijkste opdrachten om hem te beproeven, terwijl hij hem op de voet volgde. Shun trotseerde elk gevaar en Yao bewonderde hem meer met de dag. Yao schonk Shun de hand van zijn twee dochters, maakte hem tot regent tijdens zijn leven en tot opvolger na zijn overlijden. Shun gunde zijn stiefbroer Xiang een hoge functie aan het hof. Xiang werd uit dankbaarheid een trouw onderdaan.
Volgens de Bamboe-annalen kwamen in het negende jaar van zijn regering boodschappers van de westerse Xi Wangmu (koningin-moeder) hem hommage brengen.
Shun wees op zijn sterfbed Yu, zijn trouwe regent, aan als zijn opvolger, na vele vredige jaren te hebben geregeerd. Shuns advies aan Yu werd vastgelegd in het Boek der Geschiedenis: 'Wees respectvol. Neem altijd je handelwijze in acht op de troon die je zult bestijgen en koester eerbiedig de deugd die van je wordt verwacht.' Yu rouwde drie jaar om zijn voorganger en werd de stichter van de legendarische Xia-dynastie.